# الأكاديمية البريطانية الأمريكية (عمان)

الأكاديمية البريطانية الأمريكية هي أكاديمية دولية خاصة تقع في مسقط، عمان.